# 塞曼河
40°49′25″N 19°22′0″E / 40.82361°N 19.36667°E
塞曼河，是阿爾巴尼亞的河流，位於該國西部，由奧蘇姆河和代沃尔河匯流而成，河道全長85公里，流域面積5,649平方公里，最終注入亞得里亞海。